# Ресторан „Чарда Стара колиба”
„Чарда Стара колиба“ је сплав - ресторан на ушћу Саве у Дунав, општина Нови Београд, у Београду.

## Локација
Ресторан је на адреси Ућшће бб, у релативној близини Бранковог моста. Са њега се поглед пружа директно према Калемегдану и Великом ратном острву. Капцитет ресторана је до 70 особа.

## Историја
Чарда је настала почетком двехиљадитих година, а створили су је отац и ћерка који заједно воде овај предиван ресторан, чије име је настало као инспирација на новосадске чардаке на реци.
Отац је на овој локацији започео да гради сплав за себе и своје најближе пријатеље. Стварајући данашњу Чарду открио је, заједно са својим куварима, таленат у креирању кулинарских ремек дела, па је ту неколико јела која су и данас врло тражена, а започела су свој живот када и сам ресторан. Ћерка Ана, која је имала само 11 година када је Чарда настала, посао је наследила од оца и преузела главну улогу у очувању духа и традиције ове приче. Анин отац сада надгледа и сређује по Чарди и ту је ако затреба по који савет и сугестија.

## Изглед ресторана
Захваљујући топлини ентеријера, сачињеној искључиво од дрвета, и романтичној позицији са погледом на Дунав и Саву, Чарда је савршен избор за мања венчања и прославе. За добро расположење организована је и жива музика - тамбураши.
Аутентичан изглед и одлична позиција учинили су да постане један од најпознатијих београдских ресторана. 
Прилаз овом ресторану на реци је као улазак у неку чаробну шуму. Степенице, дрвени мост, дрвеће, цвеће, дивље растиње, гуске, патке и лабудови. Шанк је на средини просторије а изнад њега мали кров од дрвета, попут мале кућице у кућици.

## Угоститељска понуда
Угоститељску понуду чине традиционални специјалитети спремљени на модеран начин. На менију је углавном риба (морска и речна), али такође И домаћи специјалитети од меса за љубитеље домаће кухиње.
Специјалитети куће су: пастрмка у зеленом сосу, димљена пастрмка, смуђ у милераму, лосос у пршути, бранцин Модена, шкарпина италиана, филе од листа у песто сосу, лосос стек са броколима и капријем, шкарпина у кари сосу, зубатац у шафран сосу, орада у чарда сосу, димљени шаран, стек од туне са грилованим поврћем, лосос у сосу од зелених маслина и козица, ролован ослић пуњен лососом у шафран сосу, лосос стек у сосу од кавијара, лосос на жару, жабљи батак у сосу, лигње у слатко-љутом сосу, тањир мешане рибе итд.